# Waris jezik
Waris jezik (walsa; ISO 639-3: wrs), najznačajniji jezik istoimene skupine waris, porodica border, kojim govori oko 4 000 ljudi u graničnom području Papue Nove Gvineje i Indonezije na otoku Nova Gvineja. Oko 2 500 ljudi govori ga u provinciji Sandaun, distrikt Amanab, i 1 500 južno od Jayapure. 
Nije isto što i wares [wai], porodica tor-kwerb.

## Vanjske poveznice
- Ethnologue (14th)
- Ethnologue (15th)